# Xonotla, Tezonapa
Xonotla är en ort i Mexiko.   Den ligger i kommunen Tezonapa och delstaten Veracruz, i den sydöstra delen av landet, 260 km öster om huvudstaden Mexico City. Xonotla ligger 756 meter över havet och antalet invånare är 746.
Terrängen runt Xonotla är varierad. Runt Xonotla är det ganska tätbefolkat, med 100 invånare per kvadratkilometer. Närmaste större samhälle är Cuitláhuac, 14,9 km nordost om Xonotla. I omgivningarna runt Xonotla växer i huvudsak städsegrön lövskog.